# Cầu mây tại Đại hội Thể thao châu Á 2018
Cầu mây tại Đại hội Thể thao châu Á 2018 sẽ được tổ chức tại Ranau Sport Hall, Palembang, Indonesia từ ngày 19 tháng 8 đến ngày 1 tháng 9 năm 2018.

## Danh sách huy chương

### Nam
| Nội dung     | Vàng | Bạc | Đồng |
| ------------ | --- | --- | --- |
| Regu         | Malaysia · Azlan Alias · Zulkifli Abd Razak · Norhaffizi Abd Razak · Farhan Adam · Syahir Rosdi | Indonesia · Herson Mohamad Saipul · Muhammad Hardiansyah Muliang · Nofrizal · Abdul Halim Radjiu · Victoria Eka Prasetya | Singapore · A'fif Safiee · Farhan Aman · Asri Aron · Asfandi Ja'al · Farhan Amran |
| Regu         | Malaysia · Azlan Alias · Zulkifli Abd Razak · Norhaffizi Abd Razak · Farhan Adam · Syahir Rosdi | Indonesia · Herson Mohamad Saipul · Muhammad Hardiansyah Muliang · Nofrizal · Abdul Halim Radjiu · Victoria Eka Prasetya | Hàn Quốc · Lim Tae-gyun · Lee Jun-ho · Shim Jae-chul · Kim Young-man · Jeong Won-deok |
| Quadrant     | Indonesia · Muhammad Hardiansyah Muliang · Nofrizal · Saiful Rijal · Husni Uba · Rizky Abdul Rahman Pago · Abdul Halim Radjiu | Nhật Bản · Yuki Sato · Seiya Takano · Takeshi Terashima · Toshitaka Naito · Hirokazu Kobayashi · Masanori Hayashi | Singapore · Farhan Amran · Asri Aron · A'fif Safiee · Alhaj Kasmanani · Farhan Aman · Khairilshamy Shamsudin |
| Quadrant     | Indonesia · Muhammad Hardiansyah Muliang · Nofrizal · Saiful Rijal · Husni Uba · Rizky Abdul Rahman Pago · Abdul Halim Radjiu | Nhật Bản · Yuki Sato · Seiya Takano · Takeshi Terashima · Toshitaka Naito · Hirokazu Kobayashi · Masanori Hayashi | Việt Nam · Đỗ Mạnh Tuấn · Lê Văn Nghĩa · Nguyễn Hoàng Lân · Nguyễn Hữu Danh · Đậu Văn Hoàng · Nguyễn Quốc Anh |
| Team doubles | Thái Lan · Anuwat Chaichana · Seksan Tubtong · Pornchai Kaokaew · Wichan Temkort · Pattarapong Yupadee · Assadin Wongyota · Rachan Viphan · Jirasak Pakbuangoen · Suriyon Koonpimon                                                                    | Lào · Yothin Sombatputhone · Chanthalak Chanthavong · Xaibandith Thadanabouth · Noum Souvannalith · Phitthasanh Bounpaseuth · Kantana Nanthisen · Laksanaxay Bounphaivanh · Kongsy Yang · Phonsavanh Keoviseth | Nhật Bản · Sato Yuki · Takano Seiya · Terashima Takeshi · Naito Toshitaka · Masuda Ryo · Sato Tsubasa · Yamada Masahiro · Kobayashi Hirokazu · Hayashi Masanori |
| Team doubles | Thái Lan · Anuwat Chaichana · Seksan Tubtong · Pornchai Kaokaew · Wichan Temkort · Pattarapong Yupadee · Assadin Wongyota · Rachan Viphan · Jirasak Pakbuangoen · Suriyon Koonpimon                                                                    | Lào · Yothin Sombatputhone · Chanthalak Chanthavong · Xaibandith Thadanabouth · Noum Souvannalith · Phitthasanh Bounpaseuth · Kantana Nanthisen · Laksanaxay Bounphaivanh · Kongsy Yang · Phonsavanh Keoviseth | Indonesia · Herson Mohamad Saipul · Muhammad Hardiansyah Muliang · Rezki Yusuf Djaina · Nofrizal · Saiful Rijal · Husni Uba · Hendra Pago · Rizky Abdul Rahman Pago · Abdul Halim Radjiu                                                                                |
| Team regu    | Thái Lan · Anuwat Chaichana · Siriwat Sakha · Thawisak Thongsai · Pornchai Kaokaew · Pattarapong Yupadee · Assadin Wongyota · Thanawat Chumsena · Rachan Viphan · Sittipong Khamchan · Jirasak Pakbuangoen · Kristanapong Nontakote · Jantarit Khukaeo | Malaysia · Ezwan Said · Muhammad Noraizat Mohd Nordin · Mohd Syazreenqamar Salehan · Mohamad Azlan Alias · Muhammad Afifuddin Mohd Razali · Muhammad Kamal Ishak · Muhammad Zulkifli Abd Razak · Muhamad Norhaffizi Abd Razak · Farhan Adam · Muhammad Hairul Hazizi Haidzir · Aidil Aiman Azwawi · Mohammad Syahir Mohd Rosdi | Ấn Độ · Niken Singh Khangembam · Sanjeck Singh Waikhom · Dheeraj Kumar · Jotin Singh Ngathem · Lalit Kumar · Sandeep Kumar · Seitaram Singh Thokchom · Harish Kumar · Malemnganba Singh Sorokhaibam · Jiteshor Sharma Gurumayum · Henary Singh Wahengbam · Akash Yumnam |
| Team regu    | Thái Lan · Anuwat Chaichana · Siriwat Sakha · Thawisak Thongsai · Pornchai Kaokaew · Pattarapong Yupadee · Assadin Wongyota · Thanawat Chumsena · Rachan Viphan · Sittipong Khamchan · Jirasak Pakbuangoen · Kristanapong Nontakote · Jantarit Khukaeo | Malaysia · Ezwan Said · Muhammad Noraizat Mohd Nordin · Mohd Syazreenqamar Salehan · Mohamad Azlan Alias · Muhammad Afifuddin Mohd Razali · Muhammad Kamal Ishak · Muhammad Zulkifli Abd Razak · Muhamad Norhaffizi Abd Razak · Farhan Adam · Muhammad Hairul Hazizi Haidzir · Aidil Aiman Azwawi · Mohammad Syahir Mohd Rosdi | Indonesia · Herson Mohamad Saipul · Syamsul Akmal · Muhammad Hardiansyah Muliang · Rezki Yusuf Djaina · Andi Try Sandi Saputra · Nofrizal · Saiful Rijal · Husni Uba · Hendra Pago · Rizky Abdul Rahman Pago · Abdul Halim Radjiu · Victoria Eka Prasetya               |

### Nữ
| Nội dung  | Vàng | Bạc | Đồng |
| --------- | --- | --- | --- |
| Quadrant  | Thái Lan · Masaya Duangsri · Sasiwimol Janthasit · Fueangfa Praphatsarang · Somruedee Pruepruk · Payim Srihongsa · Wiphada Chitphuan | Việt Nam · Nguyễn Thị Quyên · Giáp Thị Hiền · Dương Thị Xuyến · Nguyễn Thị Phương Trinh · Nguyễn Thị Mỹ · Hoàng Thị Hoa                                                            | Lào · Chiep Banxavang · Koy Xayavong · Norkham Vongxay · Sonsavan Keosouliya · Nouandam Volabouth · Santisouk Chandala |
| Quadrant  | Thái Lan · Masaya Duangsri · Sasiwimol Janthasit · Fueangfa Praphatsarang · Somruedee Pruepruk · Payim Srihongsa · Wiphada Chitphuan | Việt Nam · Nguyễn Thị Quyên · Giáp Thị Hiền · Dương Thị Xuyến · Nguyễn Thị Phương Trinh · Nguyễn Thị Mỹ · Hoàng Thị Hoa                                                            | Indonesia · Leni · Dini Mita Sari · Florensia Cristy · Lena · Akyko Micheel Kapito · Kusnelia |
| Team regu | Thái Lan · Masaya Duangsri · Suputtra Beartong · Thitima Mahakusol · Kaewjai Pumsawangkaew · Sasiwimol Janthasit · Thidarat Soda · Fueangfa Praphatsarang · Nisa Thanaattawut · Nipaporn Salupphon · Somruedee Pruepruk · Payom Srihongsa · Wiphada Chitphuan | Hàn Quốc · Kim Dong-hee · Kim I-seul · Bae Han-oul · Jeon Gyu-mi · Kim Ji-eun · Lee Min-ju · Choi Ji-na · Yu Seong-hee · Kim Ji-young · Kim Hee-jin · Park Seon-ju · Jung Ju-seung | Myanmar · Kyu Kyu Thin · Khin Hnin Wai · Aye Aye Than · Nant Yin Yin Myint · Phyu Phyu Than · Su Mon Kyaw · Lairo Eng · Su Mon Aung · Nan Su Myat San · Ya Mong Zin · Nyein Chan Thu · Su Yee Htet                                             |
| Team regu | Thái Lan · Masaya Duangsri · Suputtra Beartong · Thitima Mahakusol · Kaewjai Pumsawangkaew · Sasiwimol Janthasit · Thidarat Soda · Fueangfa Praphatsarang · Nisa Thanaattawut · Nipaporn Salupphon · Somruedee Pruepruk · Payom Srihongsa · Wiphada Chitphuan | Hàn Quốc · Kim Dong-hee · Kim I-seul · Bae Han-oul · Jeon Gyu-mi · Kim Ji-eun · Lee Min-ju · Choi Ji-na · Yu Seong-hee · Kim Ji-young · Kim Hee-jin · Park Seon-ju · Jung Ju-seung | Việt Nam · Nguyễn Thị Quyên · Giáp Thị Hiền · Nguyễn Thị Thu Hạnh · Dương Thị Xuyến · Đặng Thị Phương Thanh · Hoàng Thị Hoa · Bùi Thị Hải Yến · Phạm Thị Hằng · Nguyễn Thị Phương Trinh · Trần Thị Thu Hoài · Nguyễn Thị Mỹ · Đặng Thị Mỹ Linh |

### Bảng huy chương
| 1         | Thái Lan  | 4 | 0 | 0  | 4  |
| 2         | Indonesia | 1 | 1 | 3  | 3  |
| 3         | Malaysia  | 1 | 1 | 0  | 2  |
| 4         | Việt Nam  | 0 | 1 | 2  | 3  |
| 5         | Hàn Quốc  | 0 | 1 | 1  | 2  |
| 5         | Lào       | 0 | 1 | 1  | 2  |
| 5         | Nhật Bản  | 0 | 1 | 1  | 2  |
| 8         | Singapore | 0 | 0 | 2  | 2  |
| 9         | Ấn Độ     | 0 | 0 | 1  | 1  |
| 9         | Myanmar   | 0 | 0 | 1  | 1  |
| Tổng cộng | Tổng cộng | 6 | 6 | 12 | 22 |

## Các quốc gia đang tham dự
15 quốc gia sẽ thi đấu trong cầu mây tại Đại hội Thể thao châu Á 2018:
| - Trung Quốc - Ấn Độ - Indonesia - Iran - Nhật Bản - Lào - Malaysia - Myanmar | - Nepal - Pakistan - Philippines - Singapore - Hàn Quốc - Thái Lan - Việt Nam |